# Monsrudnabben
Der Monsrudnabben ist ein Nunatak in der Heimefrontfjella des ostantarktischen Königin-Maud-Lands. Er ragt im südwestlichen Teil der Sivorgfjella auf.
Wissenschaftler des Norwegischen Polarinstituts benannten ihn 1987. Namensgeber ist die Bäuerin Bertha Monsrud (1896–1981), die mit ihrem Mann Jørgen (1888–1979) und ihren sechs gemeinsamen Söhnen Funker der Widerstandsbewegung gegen die deutsche Besatzung Norwegens im Zweiten Weltkrieg Unterschlupf gewährt hatte und bei der Bergung von aus der Luft abgeworfenen Waffen für den Widerstandskampf behilflich gewesen war.